# Branson Township (Missouri)
Branson Township est un township, situé dans le comté de Taney, dans le Missouri, aux États-Unis,.